# Палько Василь Миколайович
Васи́ль Микола́йович Палько — старший сержант Збройних сил України.

## Нагороди
- 26 липня 2014 року — за особисту мужність і героїзм, виявлені у захисті державного суверенітету та територіальної цілісності України, вірність військовій присязі під час російсько-української війни, відзначений — нагороджений орденом «За мужність» III ступеня.
- нагороджений Нагрудним знаком «Учасник АТО» (жовтень 2015).